# 25233 Tallman
25233 Tallman este o planetă minoră (asteroid), cu un diametru de 6,814 km, din centura de asteroizi. A fost descoperită pe 14 octombrie 1998 la Stația Anderson Mesa de Lowell Observatory Near-Earth-Object Search. 
Obiectul prezintă o orbită caracterizată de o semiaxă mare de 3,0005796 UAi, o excentricitate de 0,1, o înclinație de 10,05798 ° în raport cu ecliptica.